# 4573 Piešťany
4573 Piešťany eller 1986 TP6 är en asteroid i huvudbältet som upptäcktes den 5 oktober 1986 av den slovakiske astronomen Milan Antal i Piwnice. Den är uppkallad efter slovakiska staden Piešťany.
Asteroiden har en diameter på ungefär 15 kilometer och den tillhör asteroidgruppen Eos.